# Cmentarz żydowski w Tarnogrodzie

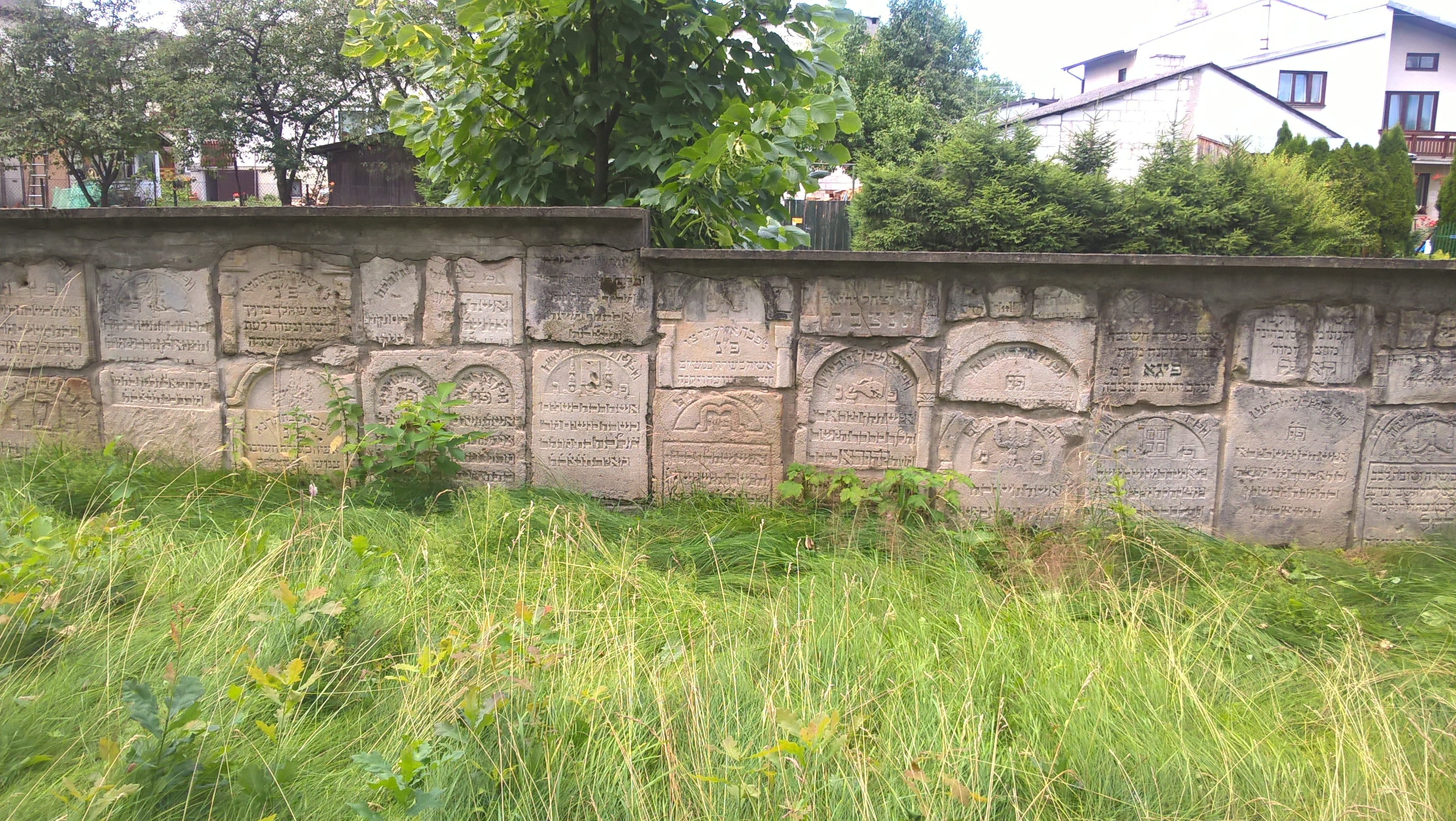
Fragmenty macew umieszczone w murze cmentarza

Cmentarz żydowski w Tarnogrodzie – kirkut powstał zapewne w 1588. Mieścił się na wschód od bóżnicy. Ma powierzchnię 1,8 ha. W czasie II wojny światowej okupant zdewastował nekropolię. W 1985 teren dawnej nekropolii został częściowo ogrodzony, w latach 1986–1990 przeprowadzono jego renowację. Umieszczono na nim około 100 fragmentów odnalezionych nagrobków. Część z nich zostało wkomponowanych w ogrodzenie kirkutu. Stanowią tzw. "ścianę pamięci". Na terenie cmentarza stoi pomnik ku czci tarnogrodzkich Żydów zamordowanych przez nazistów w 1942.